# Lapaci-mező
A Lapaci-mező (horvátul: Lapačko polje) egy karsztmező Horvátországban, Likában.

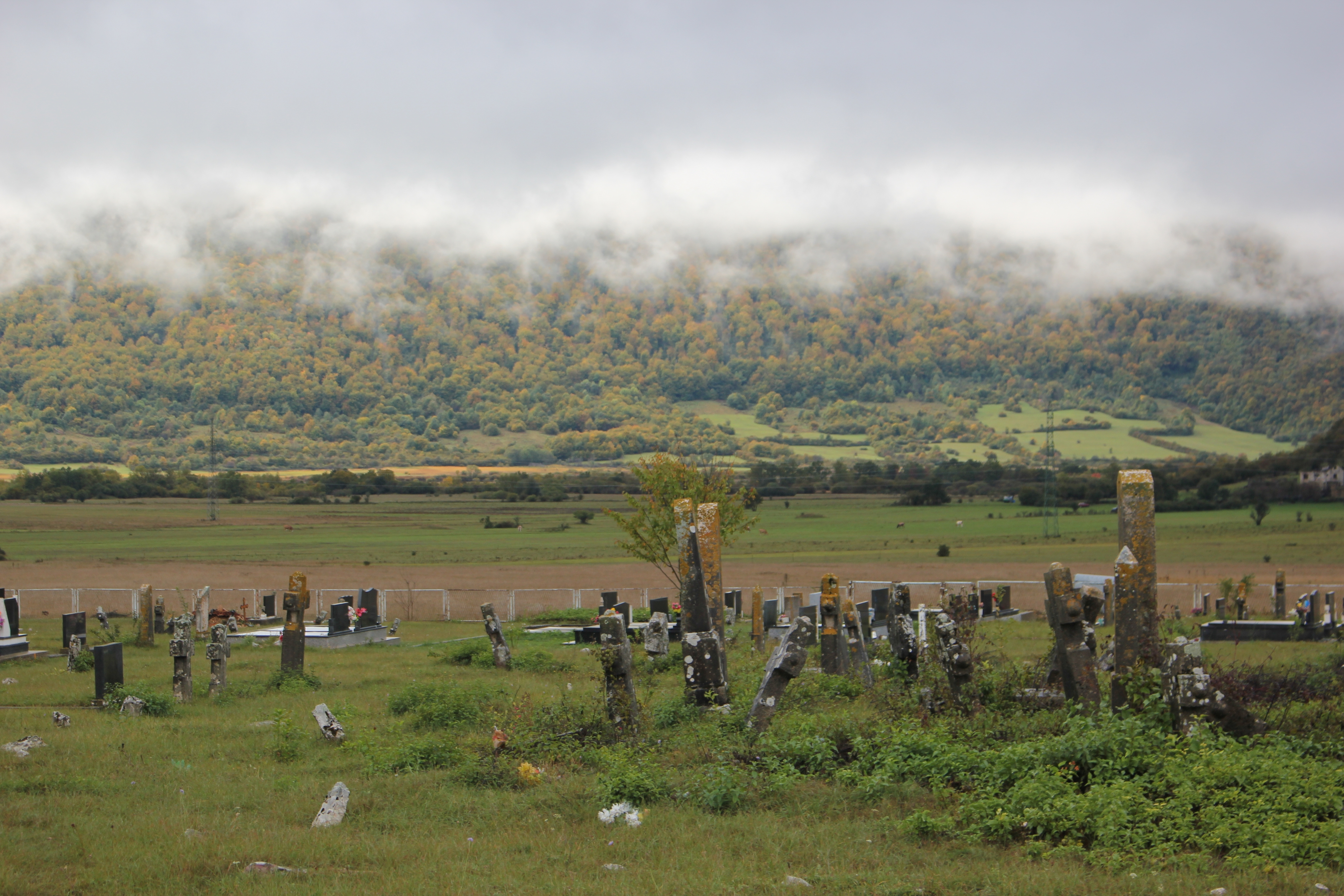
A Lapaci-mező részlete előtérben a donji lapaci temetővel

## Leírása
A Lapaci-mező nyugaton a Plješivica (Ozeblin, 1657 m) és keleten a Visočica (1122 m) hegyei között 537–650 m magasságban fekszik. Északnyugat-délkeleti irányban húzódik, és délkelet felé hajlik. Területe 6,83 km². A mező közepén található az Obljaj-hegy (661 m). A források és a víznyelők a peremrészekben helyezkednek el, ahol a mező aljzatának vízzáró anyaga és a hegy peremének áteresztő kőzetei (mészkő, dolomit) érintkeznek.
A Kula búvópatak átfolyik a mezőn, majd az Obljaj alá bukik, és Jošića-patak néven a hegy délkeleti lejtőjén ismét a felszínre tör. A Bukanja-patak beömlésétől lefelé Rijeka néven folyik tovább, majd délkeletre ismét a föld alá kerül. Az eső és az olvadó hó miatt az áradások gyakoriak, a víz néha a mező felületének kétharmadát is elönti. A peremeken települések és szántók találhatók. A legnagyobb település Donji Lapac (974 lakos, 2011). A Plitvicei-tavak-Knin út a mezőn keresztül vezet.

## Éghajlata
A terület éves átlagos hőmérséklete 8 °C. A legmelegebb hónap a július, amikor az átlagos hőmérséklet 20 °C, a leghidegebb pedig a december, −5 °C fokkal. Az átlagos éves csapadékmennyiség 1808 milliméter. A legcsapadékosabb hónap a szeptember, átlagosan 233 mm csapadékkal, a legszárazabb az augusztus, 69 mm csapadékkal

## Fordítás
- Ez a szócikk részben vagy egészben  a   Lapačko polje című svéd Wikipédia-szócikk ezen változatának fordításán alapul.  Az eredeti cikk szerkesztőit annak laptörténete sorolja fel. Ez a jelzés csupán a megfogalmazás eredetét és a szerzői jogokat jelzi, nem szolgál a cikkben szereplő információk forrásmegjelöléseként.